# Lingua controllata
Una lingua controllata è una lingua artificiale il cui scopo è ridurre ambiguità e complessità della lingua naturale, semplificandone la grammatica e restringendone il lessico.
Gli obiettivi alla base della creazione di una lingua controllata sono due:
- aiutare i parlanti a comprendere una lingua naturale che non sia la loro lingua madre;
- aiutare i computer a elaborare con più facilità le lingue naturali.

Una lingua controllata può essere dunque vista come un insieme di regole che guidano lo scrittore nell'elaborazione del testo. Queste regole sono affiancate da un insieme di strumenti di autoria (authoring tool) che presentano all'autore informazioni sulla sintassi, la semantica e la struttura del documento. Alcuni strumenti variano a seconda del contesto in cui si lavora: ad ognuno può corrispondere un particolare vocabolario e di conseguenza termini specifici.
Le lingue controllate hanno trovato un terreno particolarmente fertile in ambito industriale e commerciale per la stesura di documentazione utente e specializzata, utile alla comunicazione tra esperti tra un'azienda e la clientela.
Le caratteristiche principali di una lingua controllata sono:
- leggibilità e chiarezza: le ambiguità presenti nel testo, a livello strutturale e lessicale, vengono notevolmente ridotte stabilendo delle regole che limitano già nell'atto della scrittura del documento la possibilità di incorrere in ambiguità sintattiche, semantiche o pragmatiche;

- manutenibilità: un testo che è più facile da leggere e da comprendere è anche più facile da aggiornare perché è più facile riconoscere la struttura del documento;

- elaborazione automatica: riducendo le potenziali ambiguità, semplificando la sintassi e restringendo il lessico, si riducono le potenziali ambiguità e si facilita il riconoscimento delle regole da applicare e della terminologia da impiegare, e il ricorso alle memorie di traduzione e alla traduzione automatica richiede minor impegno in termini di rielaborazione del testo rispetto a uno redatto in lingua naturale. In questo modo si possono sfruttare al meglio i processi di traduzione automatica ed è necessario uno sforzo inferiore, in termini di rielaborazione del testo, rispetto alla traduzione automatica di una lingua non controllata. Tanto più i documenti sono sintatticamente semplici, grammaticalmente corretti e uniformi per stile e terminologia, tanto più adattabile è il riconoscimento delle regole da applicare, e immediata l'applicazione della memoria di traduzione e della base terminologica.

Il ricorso alla lingua controllata può presentare, però, anche dei problemi connessi alla capacità espressiva che può risultare tanto più ridotta quanto più sono restrittivi i vincoli imposti.
La velocità di scrittura risulta ridotta se si scrive in una lingua controllata: l'uso delle regole richiede molta attenzione circa le parole e le costruzioni sintattiche da usare e molto tempo per non incorrere in violazioni.
Infine, imparare a scrivere in una lingua controllata richiede un consistente tempo di addestramento, il che implica investimenti che non sempre le aziende sono disposte ad affrontare.
La diffusione delle lingue controllate incontra tutt'oggi una certa resistenza poiché chiunque inizi a scrivere usando una lingua controllata deve conoscerla quanto basta per utilizzarne regole, strutture e lessico.
Scrivere un testo in una lingua controllata comporta rallentamenti nell'elaborazione perché il pensiero deve essere riformulato secondo i principi e le regole di quella lingua.
I benefici derivanti dall'uso di una lingua controllata sono evidenti soprattutto quando si esegue una traduzione. Un testo scritto in lingua controllata, infatti, è privo di ambiguità quindi solitamente più facile da capire e potrebbe non richiedere nemmeno una traduzione.
Quando si rende comunque necessaria la traduzione, una lingua controllata aiuta a ridurne drasticamente i costi, grazie all'eliminazione delle ridondanze e alla maggiore uniformità terminologica.
Il ricorso all'Inglese Tecnico Semplificato (ASD-STE100 Simplified Technical English - STE), per esempio, permette di ridurre il numero di parole nel testo almeno del 20% rispetto allo stesso testo scritto in inglese standard, introducendo un'elevata ripetitività e riducendo i costi di traduzione dal 30% al 40%.
Inoltre, nel caso di documenti multilingue, oltre che sui costi, la traduzione incide pesantemente sul time to market, e la semplificazione indotta dall'applicazione del Simplified Technical English permette agli utenti del settore di ridurre anche i costi di revisione.